# Loepa
Loepa is een geslacht van vlinders van de familie nachtpauwogen (Saturniidae), uit de onderfamilie Saturniinae.

## Soorten
- L. anthera Jordan, 1911
- L. cynopis Naessig & Suhardjono, 1989
- L. damartis Jordan, 1911
- L. diffundata Brechlin, 2009
- L. diversiocellata Bryk, 1944
- L. formosensis Mell, 1938
- L. katinka Westwood, 1848
- L. kuangtungensis Mell, 1938
- L. megacore Jordan, 1911
- L. meyi Naumann, 2003
- L. microocellata Naumann & Kishida, 2001
- L. minahassae Mell, 1938
- L. mindanaensis Schuessler, 1933
- L. miranda Atkinson, 1865
- L. mirandula Yen et al., 2000
- L. nigropupillata Naessig & Treadaway, 1997
- L. oberthuri (Leech, 1890)
- L. obscuromarginata Naumann, 1998
- L. palawana Naessig & Treadaway, 1997
- L. roseomarginata Brechlin, 1997
- L. schintlmeisteri Brechlin, 2000
- L. septentrionalis Mell, 1939
- L. sikkima Moore, 1865
- L. sinjaevi Brechlin, 2004
- L. sumatrana Naessig, Lampe & Kager, 1989
- L. taipeishanis Mell, 1939
- L. tibeta Naumann, 2003
- L. visayana Brechlin, 2000
- L. wlingana Yang, 1978
- L. yunnana Mell, 1939